# Trittico della Madonna di Montserrat
Il Trittico della Madonna di Montserrat è un dipinto a olio su tavola (156,5x100,5 cm la tavola centrale, 156,5x50 cm circa le ante laterali) di Bartolomé Bermejo, variamente datato tra gli anni '80 e gli anni '90 del Quattrocento e conservato nella sacrestia della Cattedrale di Acqui Terme, in Piemonte. Il pannello centrale del trittico, firmato, costituisce una delle opere principali del pittore valenziano; le ante laterali, di altra mano, sono solitamente attribuite alla bottega di Rodrigo de Osona.

## Storia
L'opera fu commissionata in Spagna dal mercante acquese Francesco Della Chiesa, attivo a Valencia dagli anni '70 del Quattrocento, e giunse nella sua città d'origine per legato testamentario al principio del Cinquecento, per essere posta nella cappella di famiglia eretta da Francesco e suo fratello Giuliano nella Cattedrale. La commissione di pale d'altare a pittori di grido nelle città in cui operavano era prassi diffusa nelle famiglie di mercanti italiani attivi fuori dalla Penisola e rispondeva a una precisa strategia di promozione del proprio casato in patria: esempi celebri sono il fiorentino Trittico Portinari di Hugo van der Goes o, per il Piemonte, il caso dei banchieri Villa, che commissionarono a Rogier van der Weyden due diversi trittici da inviare a Chieri: il Trittico dell'Annunciazione, ora diviso tra il Louvre e la Galleria Sabauda, e quello noto come Trittico Abegg, oggi conservato a Riggisberg, in Svizzera. I Della Chiesa avevano base commerciale a Savona, patria di Sisto IV Della Rovere, il cui nipote Giuliano, futuro papa Giulio II, era abate commendatario del monastero di Montserrat in Catalogna; per questo motivo si è proposto di vedere alla base della scelta del soggetto commissionato un'intenzione celebrativa nei confronti della famiglia del papa regnante, anche se è ben possibile che questa scelta sia stata motivata da una personale devozione del committente per la Vergine di Montserrat, che in Spagna, dove a lungo risiedette, è oggetto di un culto molto diffuso.
L'opera giunse ad Acqui dopo il 1510, come provato dal testamento del committente venuto alla luce nel 1987, e trovò sistemazione sull'altare dei Della Chiesa nella cattedrale, da cui fu spostata negli anni '30 del Settecento per volere del vescovo Giovanni Battista Roero di Pralormo, che le volle dare un ruolo centrale nella nuova Sala Capitolare da lui fatta costruire intorno al 1734. Una ridipintura avvenuta in un momento imprecisato della storia del dipinto tra XVI e XVII secolo, eliminata nel 1987, modificò le vesti della figura del donatore, e in particolare il cappello, trasformandolo in un ecclesiastico. L'opera, misconosciuta fuori dai confini provinciali, fu pubblicata per la prima volta nel 1907 su "L'Arte", la rivista diretta da Adolfo Venturi, da Francesco Pellati, che non trovò però, nonostante le ricerche, alcun documento relativo ad essa. Un'altra tappa importante della sua riscoperta critica fu il restauro avvenuto nel 1987, che eliminò, come detto, le ridipinture e riportò alla luce la splendente cromia originale, rivelandola come vero capolavoro del tardo Quattrocento spagnolo. Il restauro fu accompagnato da nuove ricerche documentarie che portarono al ritrovamento del testamento del committente, pubblicato in un libro sul trittico uscito in quello stesso anno. Il dipinto, che nel 2019 è stato dato in prestito per un anno per un ciclo di mostre itineranti sul Bermejo, è ad oggi una delle principali attrattive artistiche della città di Acqui.

## Descrizione

### Il trittico chiuso: l'Annunciazione

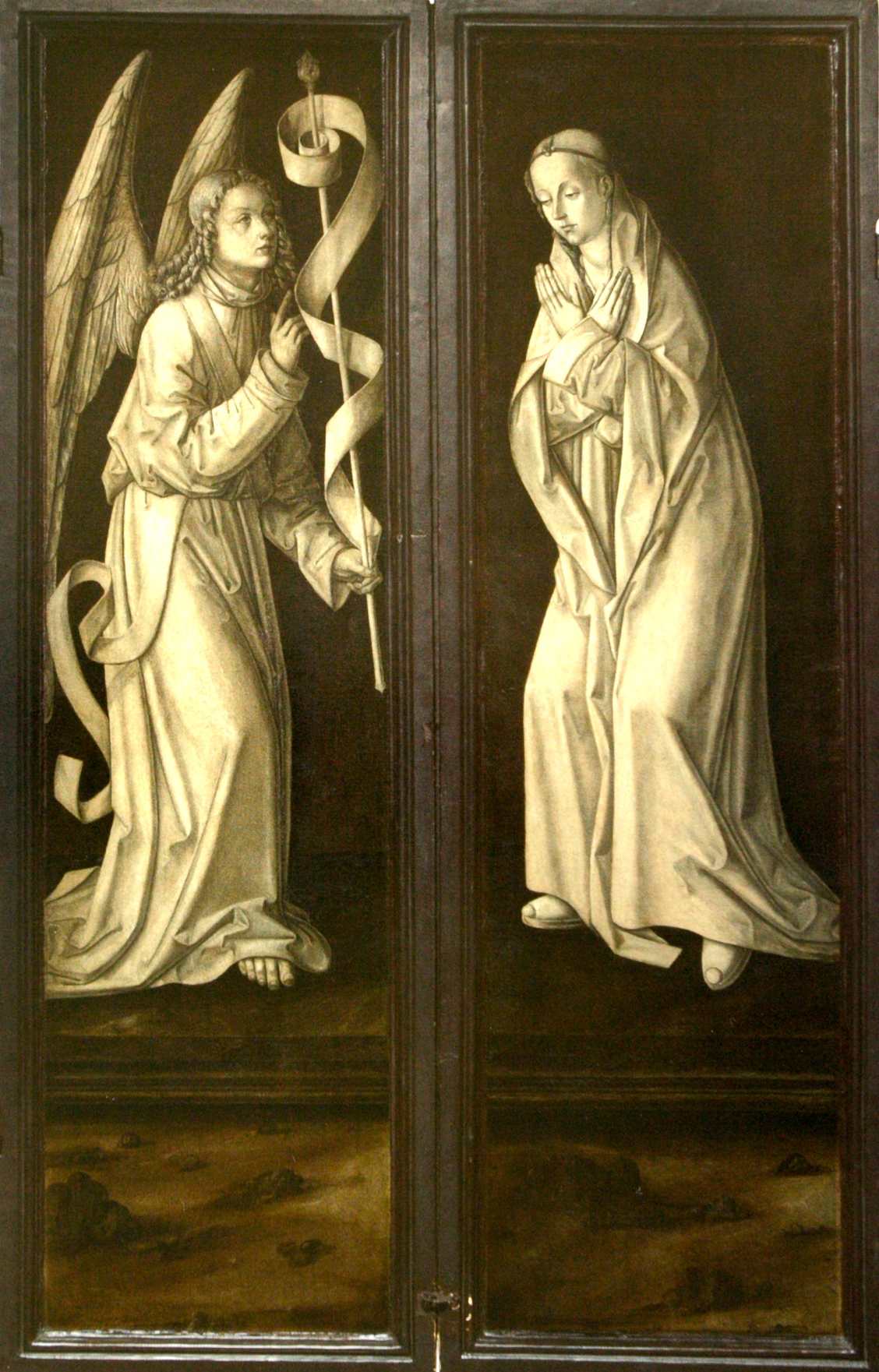
Il trittico ad ante chiuse con l'Annunciazione

L'opera, capolavoro del Bermejo, esponente di punta della scuola ispano-fiamminga, è creazione vicina alle Fiandre tanto nella concezione generale quanto nello stile. Il formato del trittico composto da tavole rettangolari, con le laterali incernierate, è tipico della pittura nordica del Quattrocento fin dai suoi esordi, così come le figure dipinte a grisaglia all'esterno delle ante, ossia l'Arcangelo Gabriele e la Vergine, che vanno a creare, a trittico chiuso, la scena monocroma dell'Annunciazione, da cui ha origine l'incarnazione del Cristo raffigurato come fanciullo all'interno e dunque premessa necessaria a ciò che si vedrà una volta aperte le ante. Le due figure, in piedi su un basamento modanato con venature dipinte a fingere il marmo, sono rappresentate stanti per seguire la forma verticale delle ante: l'incedere dell'arcangelo, proveniente da sinistra, è suggerito dal movimento della gamba destra, che fa spuntare il piede da sotto le vesti, mentre in maniera simmetrica la gamba sinistra di Maria, raffigurata con le braccia incrociate sul petto in segno di umiltà, è leggermente piegata a indicare l'inizio della genuflessione; lo spazio residuo in primo piano ai piedi delle figure, oltre il basamento, è occupato da un terreno spoglio disseminato di rocce.

### La pala centrale

#### La scena principale

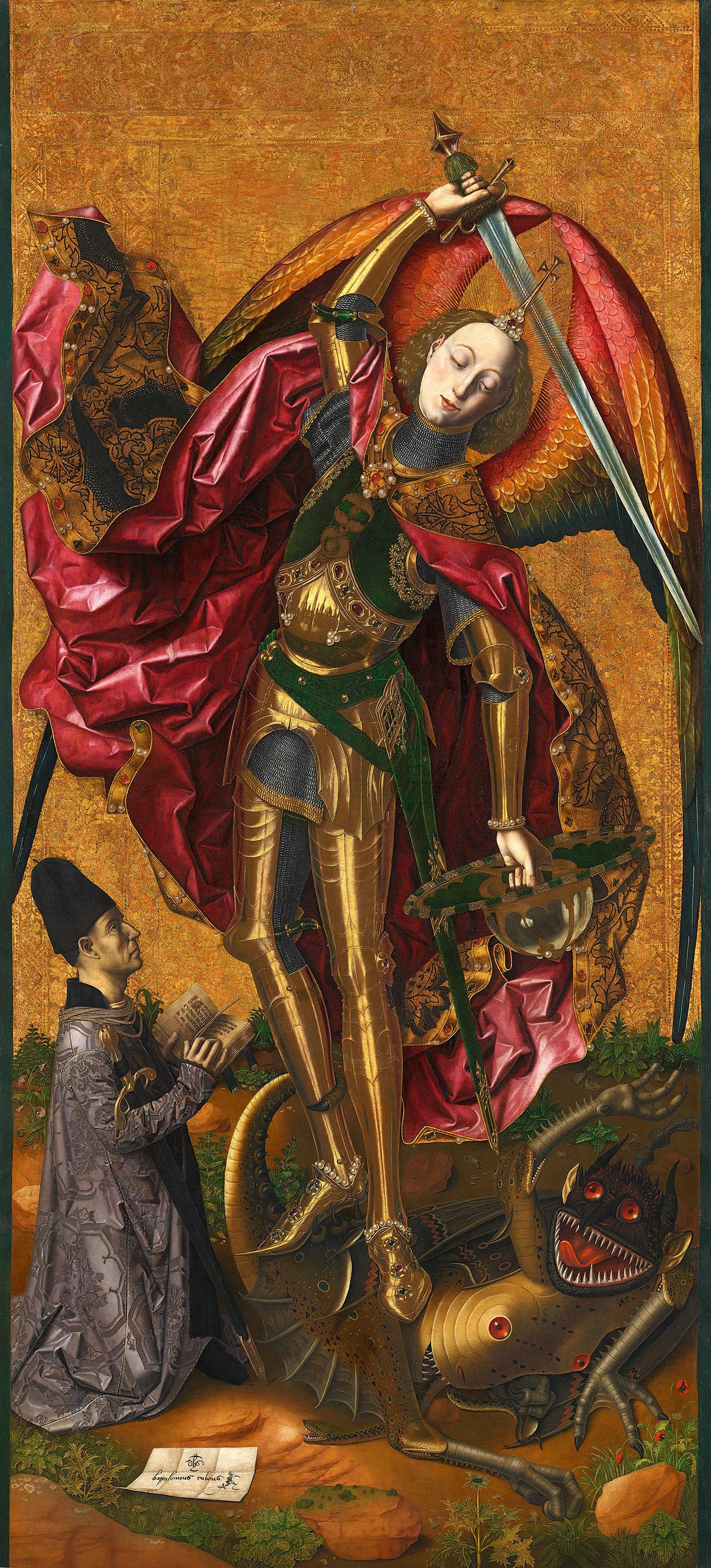
Il San Michele di Londra, con la figura del committente simile a quella del trittico di Acqui

All'interno, la tavola centrale raffigura la Vergine immersa nel paesaggio con il Bambino in grembo, il quale tiene con una mano un filo a cui è legato un cardellino, prefigurazione della sua Passione, verso cui rivolge il capo con una forte torsione del corpo. Maria è seduta su una sega da falegname che la identifica come la Madonna di Montserrat (letteralmente monte segato/seghettato, per il profilo caratteristico della montagna, rappresentata nell'araldica e nell'arte con un monte sovrastato o attraversato da una sega, in allusione alla leggenda che la vorrebbe tagliata dagli angeli con questo utensile per fare spazio al monastero). La Vergine è raffigurata come Regina, con la corona sul capo e ricchissime vesti regali: il manto, blu scuro rabescato d'oro all'esterno e verde damascato all'interno, chiuso sul petto con un fermaglio da piviale, copre la tunica rossa con i lembi d'ermellino, sotto la quale un'altra tunica di velluto scuro mostra il suo lembo ricamato con perle e pietre preziose. Ai piedi della Vergine è inginocchiato il donatore, che ricorda da vicino, ma sopravanza in qualità nella maggiore disinvoltura spaziale e nella vividezza del ritratto, l'omologa figura presente nel San Michele di Bermejo della National Gallery di Londra. Il facoltoso mercante acquese tiene fra le mani un libro d'orazione aperto alla pagina del Salve Regina e rivolge lo sguardo insieme alle sue preghiere in alto verso la Vergine; è completamente vestito di nero, sopra una camicia bianca che si intravede nel colletto e nel taglio delle maniche, con un alto berretto dello stesso colore; due anelli alle mani suggeriscono la sua ricchezza. Il prato su cui poggia le ginocchia e su cui è adagiato in primo piano il cartiglio con la firma del pittore, rappresentato in prospettiva come una lettera piegata, è disseminato dei fiori di maggio, il mese mariano, tra i quali sono riconoscibili il papavero, la salvia minore, la violacciocca, l'eringio e il convolvolo.

#### Il paesaggio
Lo sfondo è occupato da una profonda visione paesaggistica a volo d'uccello digradante verso il mare, con due edifici religiosi di stile gotico: sulla destra, vicino al gruppo, un convento francescano: dal portale della chiesa, sovrastato da una cimasa con all'interno, nel timpano, una statua della Madonna col Bambino in braccio, si affaccia un giovane frate; dietro di lui, all'interno, si intravede un cespuglio di rose, altro fiore sacro alla Vergine e suo attributo. Sulla facciata laterale, oltre un crocefisso da strada, si aprono invece due arcate, una delle due accessibile da una scala, che simboleggiano il chiostro del convento e la vita contemplativa che si svolge al suo interno, personificata da un frate anziano che legge un libro appoggiato al parapetto. Sulla sinistra, in alto su una rupe a picco sul mare, si staglia invece una chiesa con un alto campanile che potrebbe rappresentare l'antica cattedrale del Priamar di Savona, la città base commerciale dei Della Chiesa. La marina, al centro dello sfondo, illuminata da un bel cielo al tramonto, mostra un porto in lontananza e delle navi da carico che alludono all'attività mercantile del committente.

### Le ante laterali
I due pannelli laterali, di qualità inferiore, sono attribuiti a Rodrigo e Francesco de Osona, titolari di una bottega molto attiva a Valencia in quegli anni. È possibile che l'impostazione delle due scene inferiori sia opera del Bermejo, che comunque non vi mise mano, mentre le due scene superiori, con alcuni caratteri stilistici e soprattutto prospettici più vicini all'Italia, si ritiene non possano essere di sua ideazione. I pannelli sono divisi in due orizzontalmente: nella zona inferiore figurano due santi, mentre la metà superiore è occupata da due scene della vita della Vergine, ossia la sua nascita, a sinistra, ricca scena d'interno domestico, e la presentazione di Gesù al Tempio, a destra, che fin dalla prima pubblicazione dell'opera per mano di Pellati è stata accostata per l'impianto prospettico al Rinascimento italiano; sul pavimento a scacchi, in primo piano, è presente un'iscrizione mai decifrata, probabilmente immaginaria. Nella metà inferiore dell'anta sinistra è rappresentato San Francesco mentre riceve le stimmate immerso nella natura, con Frate Leone che dorme e sullo sfondo un castello in un lago; nell'anta destra il santo, descritto da Pellati cautelativamente come "santo guerriero", è stato per via delle frecce in mano riconosciuto come San Sebastiano; tuttavia, è più probabile che si tratti di San Giuliano l'Ospitaliere, come dimostrano alcuni attributi come l'abito da pellegrino, la spada e il libro e la scena di caccia sullo sfondo, legati a episodi della vita del santo: le due zone inferiori dei pannelli laterali, così, vengono ad essere occupate dai santi patroni di Francesco Della Chiesa, il committente, e di suo fratello Giuliano.